# Jänisjärvi
Jänisjärvi (rusky Янисъярви, Janisjarvi) je jezero na jihozápadě Karelské republiky v Rusku. Má rozlohu 200 km². Průměrně je hluboké 12 m a dosahuje maximální hloubky 51 m.

## Vznik
Jezero má přibližně kruhový tvar, jenž je důsledkem pádu meteoritu před 700 (±5) milióny let, tj. v období kryogenium ve starohorách. Kráter vytvořený dopadem má 14 km v průměru.
Před 2. světovou válkou byl kráter, jež se tehdy nacházel na území Finska, považovaný za vyhasnutou sopku. Stejně jako v případě jezera Lappajärvi byl však později překlasifikován na kráter meteoritický.

## Vodní režim
Zdroj vody je sněhový a dešťový. Rozsah kolísání úrovně hladiny je 2,6 m při regulování až 2,8 m. Vyšší je na začátku června a nižší v dubnu. Zamrzá v listopadu nebo v první polovině prosince a rozmrzá na konci dubna nebo v květnu. Odtok z jezera je regulovaný vodní elektrárnou na řece Janisjoki při jejím odtoku.